# Theater
"Theater" (Teatro) foi a canção alemã no Festival Eurovisão da Canção 1980, interpretada em alemão por Katja Ebstein.
O referido tema tinha letra de Bernd Meinunger , música de Ralph Siegel e o orquestrador foi Wolfgang Rödelberger. 
Katja foi a 12ª a cantar , a seguir à canção norueguesa e antes da canção do Reino Unido. No final da votação, recebeu 128 votos, terminando em 2º lugar, atrás apenas da balada de Johnny Logan. 

## Letra
A canção fala-nos da maneira como os palhaços têm de disfarçar os seus verdadeiros sentimentos por detrás de uma máscara. De referir que o compositor da música surgiu em palco tocando piano.